# Pissarro (famiglia)
I Pissarro sono stati una famiglia di pittori e incisori discendenti dal noto artista impressionista Camille Pissarro.
I Pissarro discendono da una famiglia originaria di Braganza in Portogallo, vicino al confine con la Spagna e Portogallo. Gli antenati erano marrani, cioè ebrei sefarditi costretti a convertirsi al cattolicesimo.  Dal 1830 ad oggi cinque generazioni della famiglia francese Pissarro hanno prodotto sedici membri attivi nelle belle arti (tra cui quattordici pittori oltre a curatori, mercanti d'arte, professori d'arte e critici d'arte), rendendola una delle più grandi famiglie di pittori.
Molti degli artisti della famiglia si dedicarono alla pittura impressionista . Le sue opere sono esposte nei musei di tutto il mondo.
Il Pissarro Family Archive, fu donato al Ashmolean Museum di Londra negli anni cinquanta, e costituito da dipinti, stampe, disegni, libri e lettere di Camille Pissarro, Lucien Pissarro, Orovida Camille Pissarro, e altri membri della famiglia Pissarro;

## L'albero genealogico
──>Joseph Gabriel Pissarro (Bordeaux ,4 dicembre 1777- Gironda ,16 febbraio 1858)
sposa  Anna Félicité Petit
```
      │
      └──>
Frédéric-Abraham-Gabriel Pissarro
  (Bordeaux 2 settembre 1802- Parigi,28 gennaio 1865)
                sposa 
Rachel Thétis Manzano-Pomie

                │ 
                └─>
Camille Pissarro
 (1830-1903) pittore impressionista francese
                      sposa Julie Vellay ( Grancey-sur-Ource ,2 ottobre 1838- Eragny-sur-Epte ,16 maggio 1926) 
                        ├──>
Lucien Pissarro
 (1863-1944) pittore impressionista e neoimpressionista francese
                        │       sposa 
Esther Levi Bensusan

                        │       └──>
Orovida Camille Pissarro
 (1893–1968) pittore e incisore impressionista e neoimpressionista britannico

                        ├──>
Jeanne Pissarro
 (1865-1874)
                        ├──>
Georges Henri Pissarro
(1871–1961) pittore impressionista e neoimpressionista francese,
                        │      sposa 
Esther Isaacson 

                        │      └──>
Tommy Pissarro

                        │      sposa 
Amicie Brécy
 
                        │      ├──>
Camille  Pissarro
 
                        │      └──>
 Marthe Pissarro

                        │      sposa 
Blanche Moriset

                        │      ├──>
Flore Pissarro
 
                        │      ├──>
Aziza Pissarro

                        │      └──>
Felix Pissarro'

                        ├──>
Félix Pissarro
 (1874–1897) pittore, grafico e caricaturista impressionista e neoimpressionista francese
                        ├──>
Ludovic Rodolphe Pissarro
 (1878–1952) pittore impressionista e fauvista francese
                        │       sposa Fernande Perrinet
                        ├──>
Jeanne "Cocotte" Pissarro
 (1881-1948)
                        │       sposa 
 Alexandre Bonin
  pittore
                        │      ├──>
Denise Bonin
 
                        │      ├──>
Madeleine Bonin

                        │      ├──>
ìAndré Bonin'
 
                        │      ├──>
ìHenri Bonin-Pissarro'
  (1918–2003) espressionista francese e pittore neo-pop
                        │      └──>
Claude Bonin-Pissarro
 (1921–2021) pittore impressionista e neoimpressionista francese
                        │             └──>
ìFrédéric Bonin-Pissarro'
 (nato nel 1964) neoimpressionista e pittore astratto francese
                        └──>
Paul Émile Pissarro
 (1884–1972) pittore impressionista francese
                               sposa 
Berthe Bennaiché

                               sposa 
Yvonne Beaupel

                               ├──>
Véra Pissarro
 
                               ├──>
Hugues Claude Pissarro
  (nato nel 1935) pittore astratto e d'avanguardia francese
                               │     ├──>
Joachim Pissarro 
 (nato nel 1959) storico dell'arte di origine francese
                               │     ├──>
Lionel Pissarro
 (nato nel 1961), commerciante d'arte francese
                               │     └──>
Lélia Pissarro
 (nata nel 1963), pittrice e gallerista di origine francese
                               │             sposa David Stern
                               │             └──>
Lyora Pissarro
 (nata nel 1991), pittrice e artista performativa nata nel Regno Unito.
                               └──>
Yvon Pissarro
   (nato nel 1937), disegnatore e pittore francese
```

## Galleria d'immagini

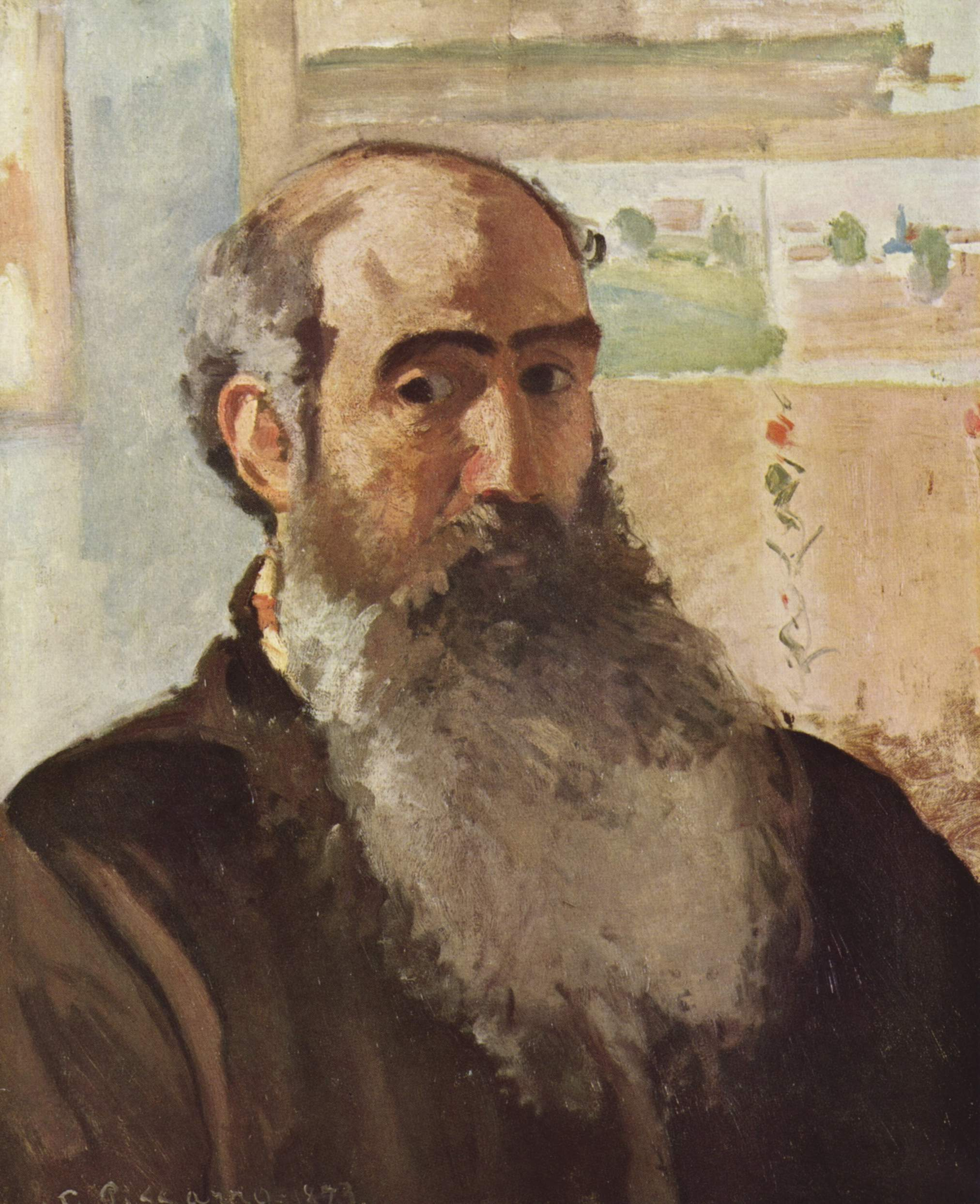
Camille Pissarro (1830–1903)
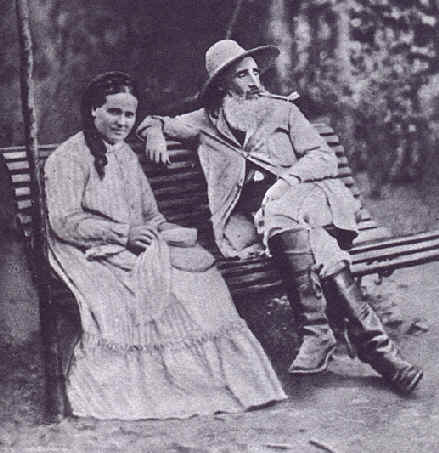
Camille Pissaro e Julie Vellay, 1877 a Pontoise.
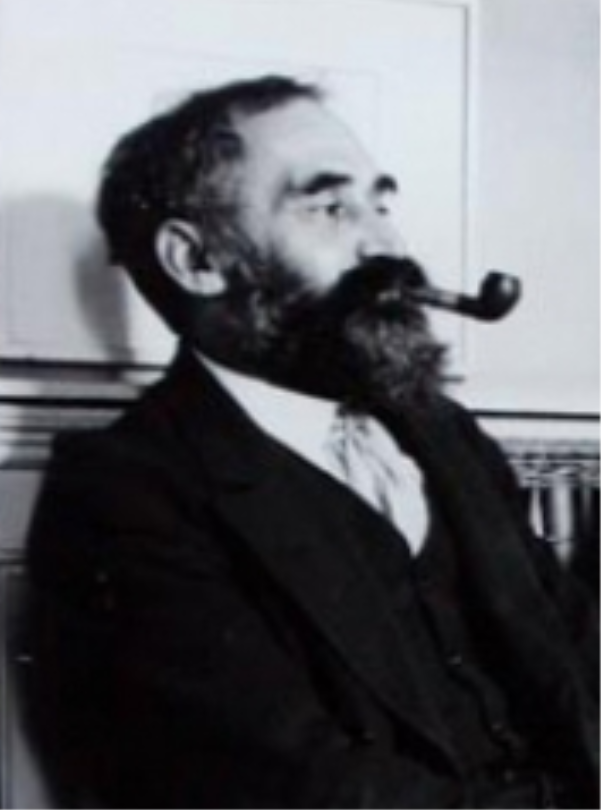
Lucien Pissarro (1863–1944)
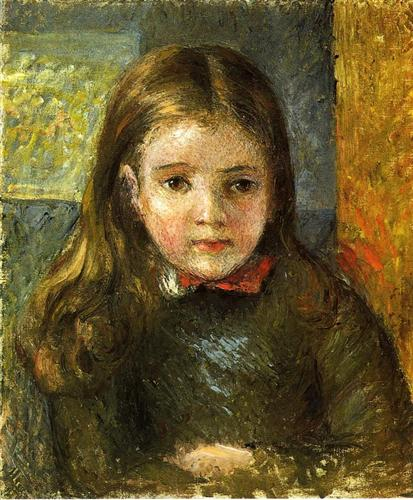
Georges Henri Pissarro (1871–1961)
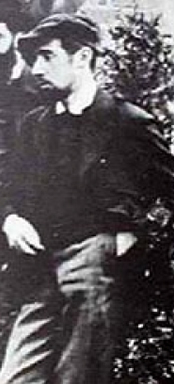
Félix Pissarro (1874–1897)
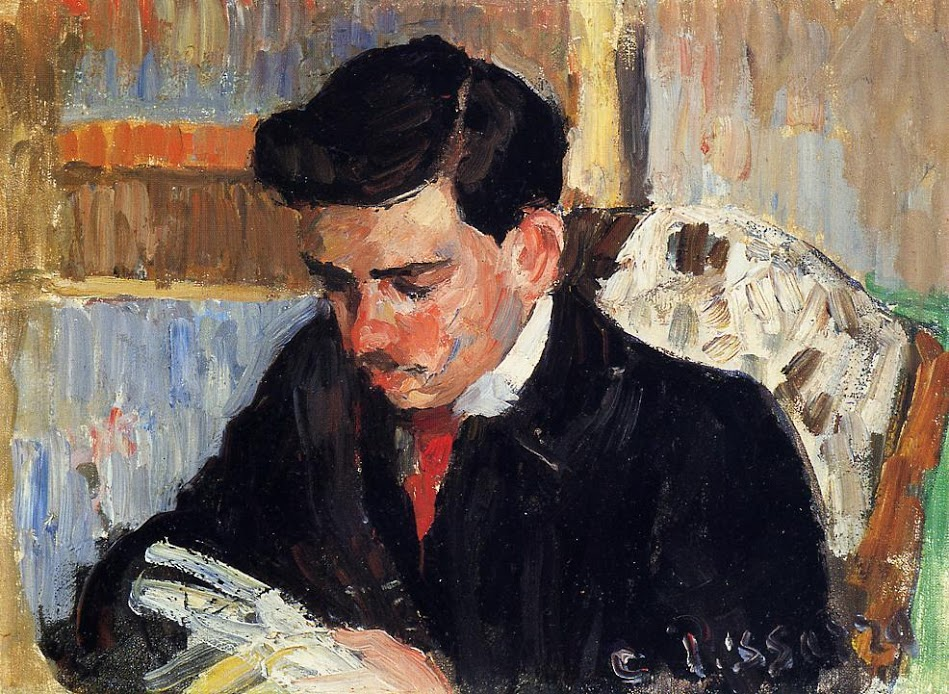
Ludovic Rodolphe Pissarro (1878–1952)
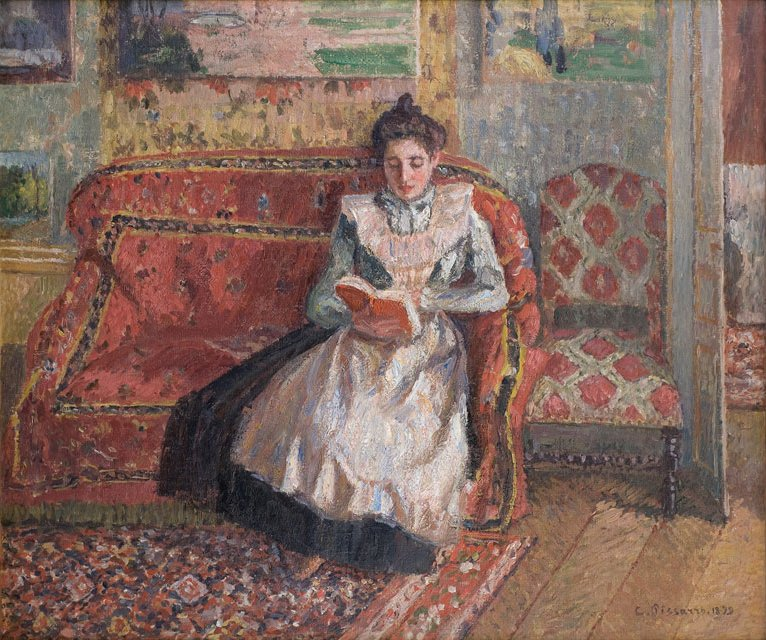
Jeanne Cocotte Pissarro (1881–1948)
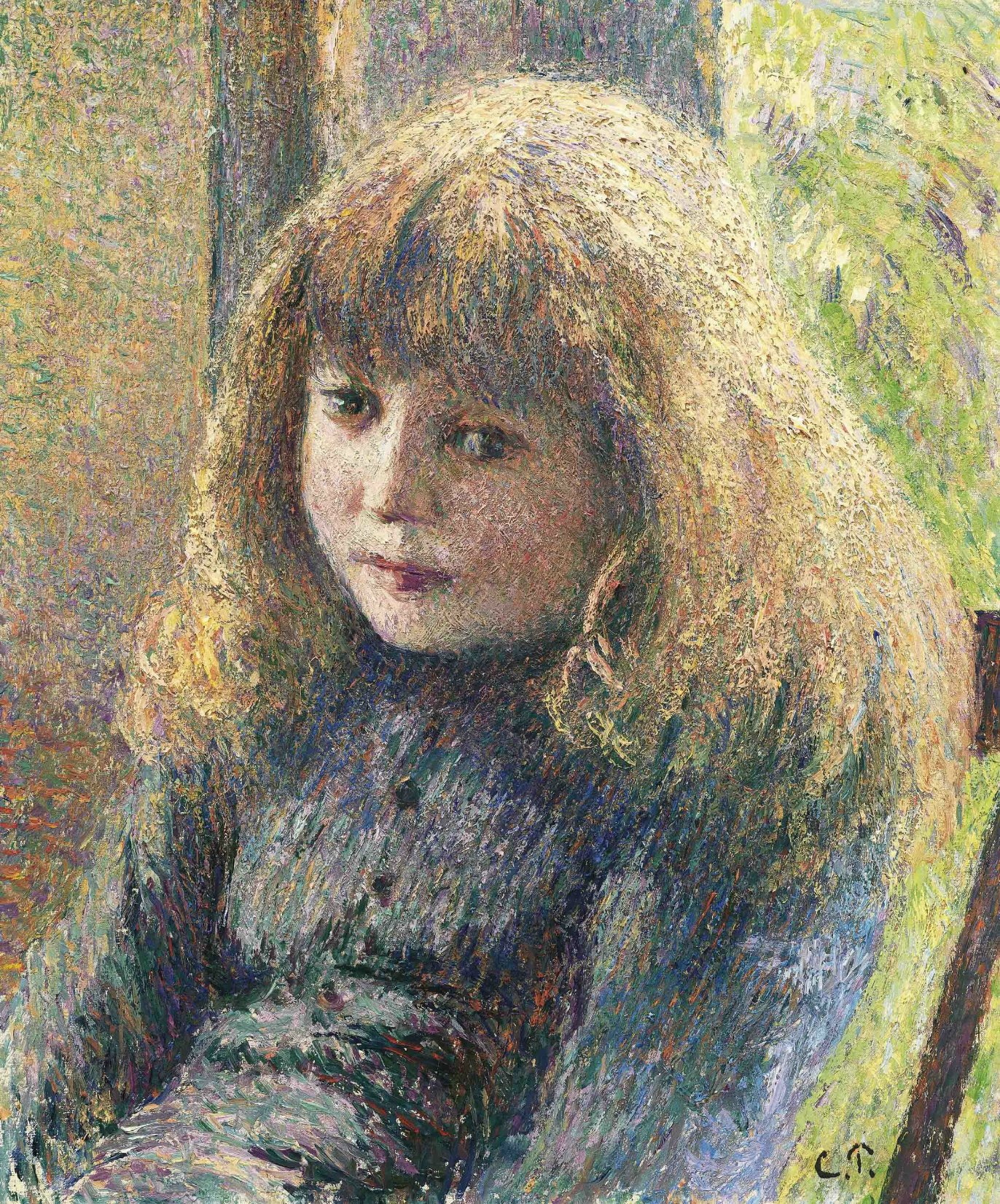
Paul Émile Pissarro (1884–1972)
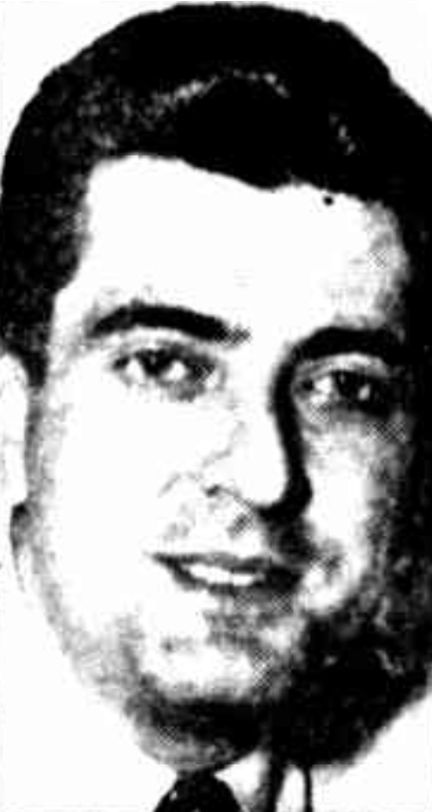
Claude Bonin-Pissarro (* 1921)